# Dorpskerk (Pankow)
De dorpskerk van Pankow is een protestants kerkgebouw in Pankow, een stadsdeel van Berlijn. Het gebouw bestaat uit twee onderscheidende delen: het oorspronkelijke zaalkerkje van veldkeien en een drieschepige uitbreiding van baksteen uit latere tijd. De kerk bevindt zich aan de Breite Straße, Berlijn-Pankow. Deze kerk is een veldsteenkerk en is gelegen in Barnim (streek).

## Geschiedenis
Het oorspronkelijke kerkgebouw is een laatgotisch zaalkerkje van veldstenen, dat in de 15e eeuw een 13e-eeuws houten kerkje verving. De veldstenen werden minimaal bewerkt en de vensters werden met bakstenen omzoomd. Dit 15e-eeuwse zaalkerkje wordt in het huidige gebouw als koor gebruikt. In de jaren 1857-1859 vond er een forse uitbreiding van de kerk naar het westen plaats. Aan de flanken van het koor verrezen twee achthoekige torens voor de klokken. Ook werden alle vensters in de oude zaalkerk, met als uitzondering het middelste venster in het koor, in de 19e eeuw op neogotische wijze vergroot. In deze periode kreeg de kerk de huidige naam "De Vier Evangelisten". De siergevel van de oostzijde met de blinde ramen en de zeven pinakels is oorspronkelijk 15e-eeuws.
Van 1905 tot 1908 werd aan de westzijde een aanbouw met een voorporaal en twee ruimten geconstrueerd.
In de Tweede Wereldoorlog werd de kerk gedeeltelijk verwoest. De torens moesten tot de deklijst worden gesloopt en werden in in de vroege jaren 50 in iets gewijzigde vorm hersteld. Nadat in 1959 er nieuwe ramen in de oostzijde werden geplaatst, werd er begin jaren 70 de inrichting vernieuwd. De dorpskerk van Pankow werd september 1977 tot monument verklaard .
In Pankow werd in 1980 het 750-jarig jubileum van de kerkgemeente gevierd. Op 10 december 1972 kreeg de kerk een nieuw orgel. Voortdurend vonden er vernieuwingen plaats. Tussen 1996 en 1999 werd het dak onderhanden genomen, waarbij voor de vleermuizenpopulatie speciale maatregelen werden genomen en storende schoorstenen uit de jaren 30 werden verwijderd.